# КАМАЗ-4326
КАМАЗ-4326 — российский среднетоннажный грузовой автомобиль повышенной проходимости, выпускаемый Камским автомобильным заводом (КАМАЗ).

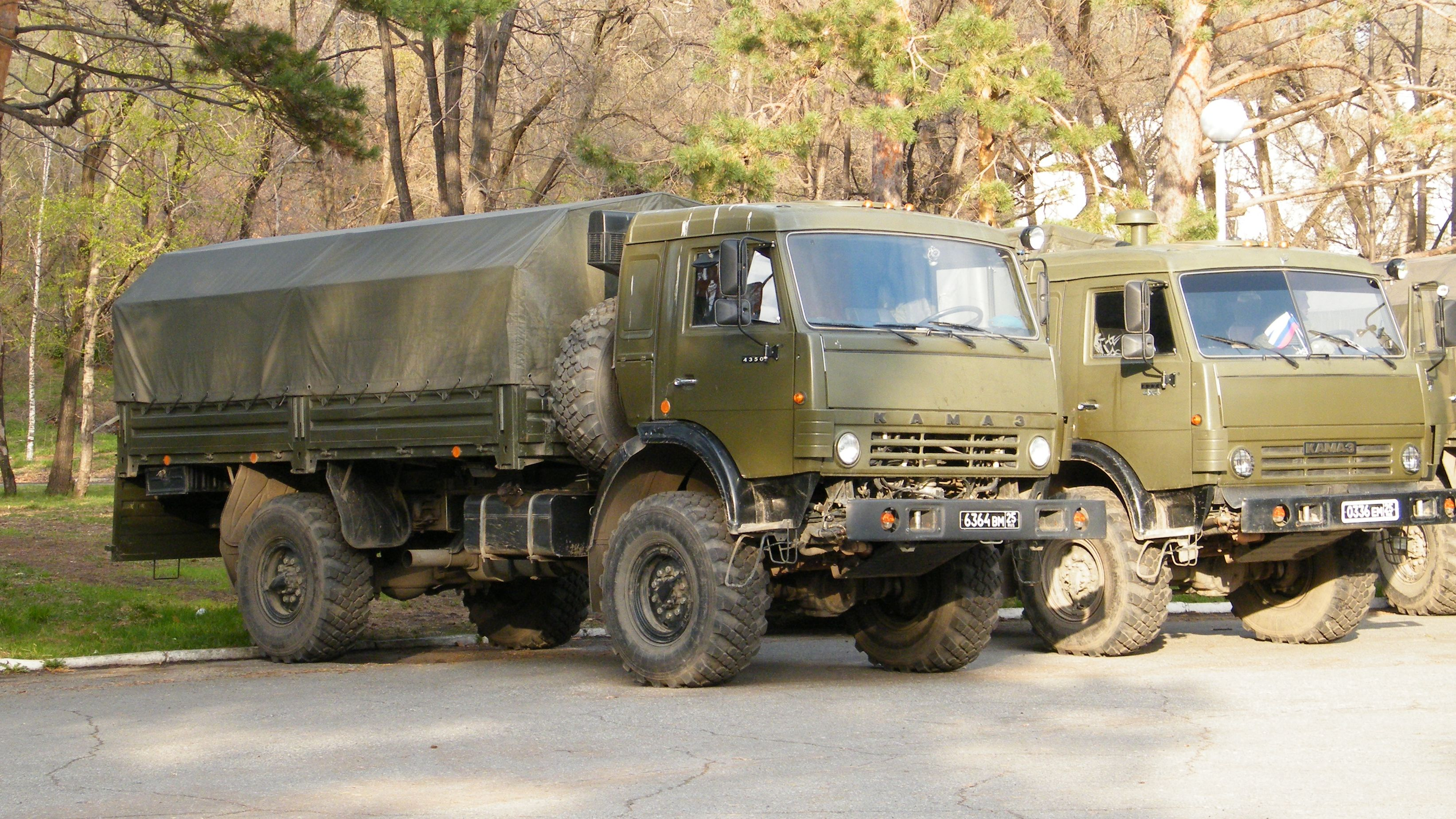
КАМАЗ-4326 от автомобиля КАМАЗ-4350 отличается только двигателем и наличием воздухозаборника над кабиной водителя. На фото: КАМАЗ-4350 (на переднем плане) и КАМАЗ-4326 (на заднем плане).

## Технические характеристики
- Колёсная формула — 4 × 4
- Весовые параметры и нагрузки, а/м
  - Снаряженная масса а/м, кг — 8025
  - Грузоподъемность а/м, кг — 3275
  - Полная масса, кг — 11600
- Двигатель
  - Модель — КАМАЗ-740.31-240 (Евро-2)
  - Тип — дизельный с турбонаддувом
  - Мощность кВт (л. с.) — 176 (240)
  - Расположение и число цилиндров — V-образное, 8
  - Рабочий объём, л — 10,85
- Коробка передач
  - Тип — механическая, десятиступенчатая
- Кабина
  - Тип — расположенная над двигателем, с высокой крышей
  - Исполнение — со спальным местом
- Колеса и шины
  - Тип колес — дисковые
  - Тип шин — пневматические, с регулированием давления
  - Размер шин — 425/85 R21 (1260×425-533P)
- Платформа
  - Платформа бортовая, с металлическими откидными бортами
  - Внутренние размеры, мм — 4800×2320
  - Высота бортов, мм — 500
- Общие характеристики
  - Максимальная скорость, км/ч — 90
  - Угол преодол. подъема, не менее, % — 31
  - Внешний габаритный радиус поворота, м — 11,3

## Изображения

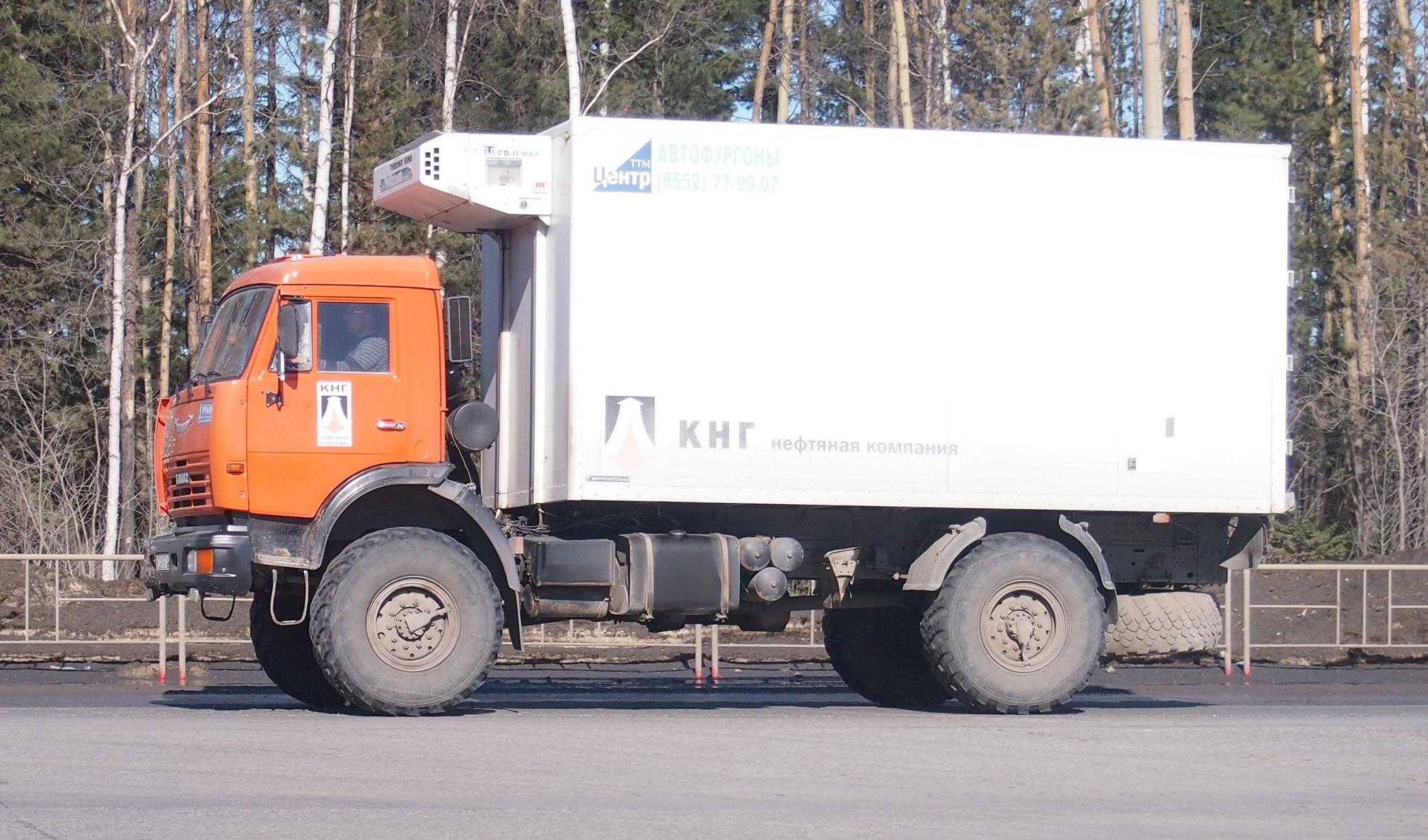
КАМАЗ-4326
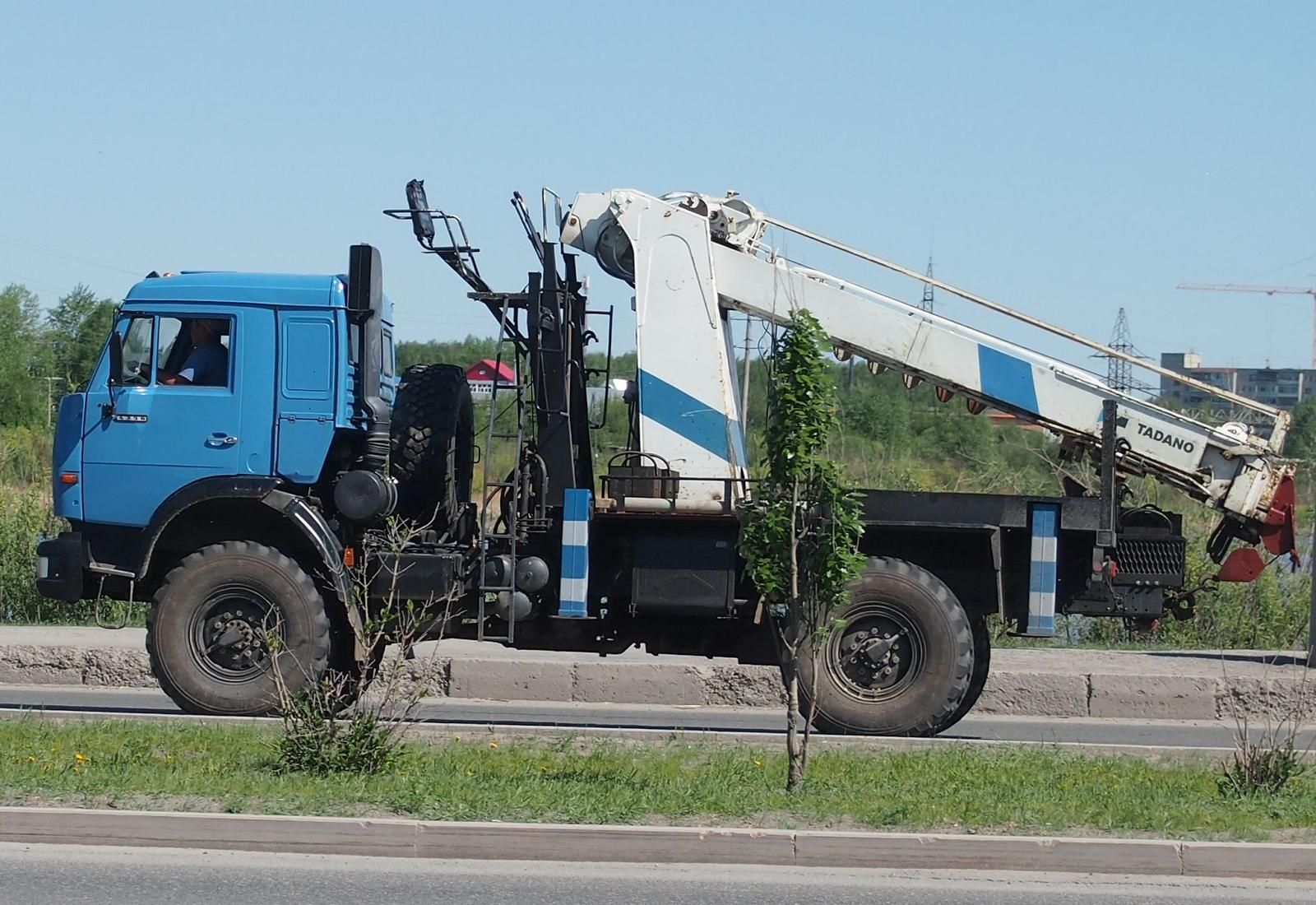
КАМАЗ-4326 с бурильно-крановой установкой
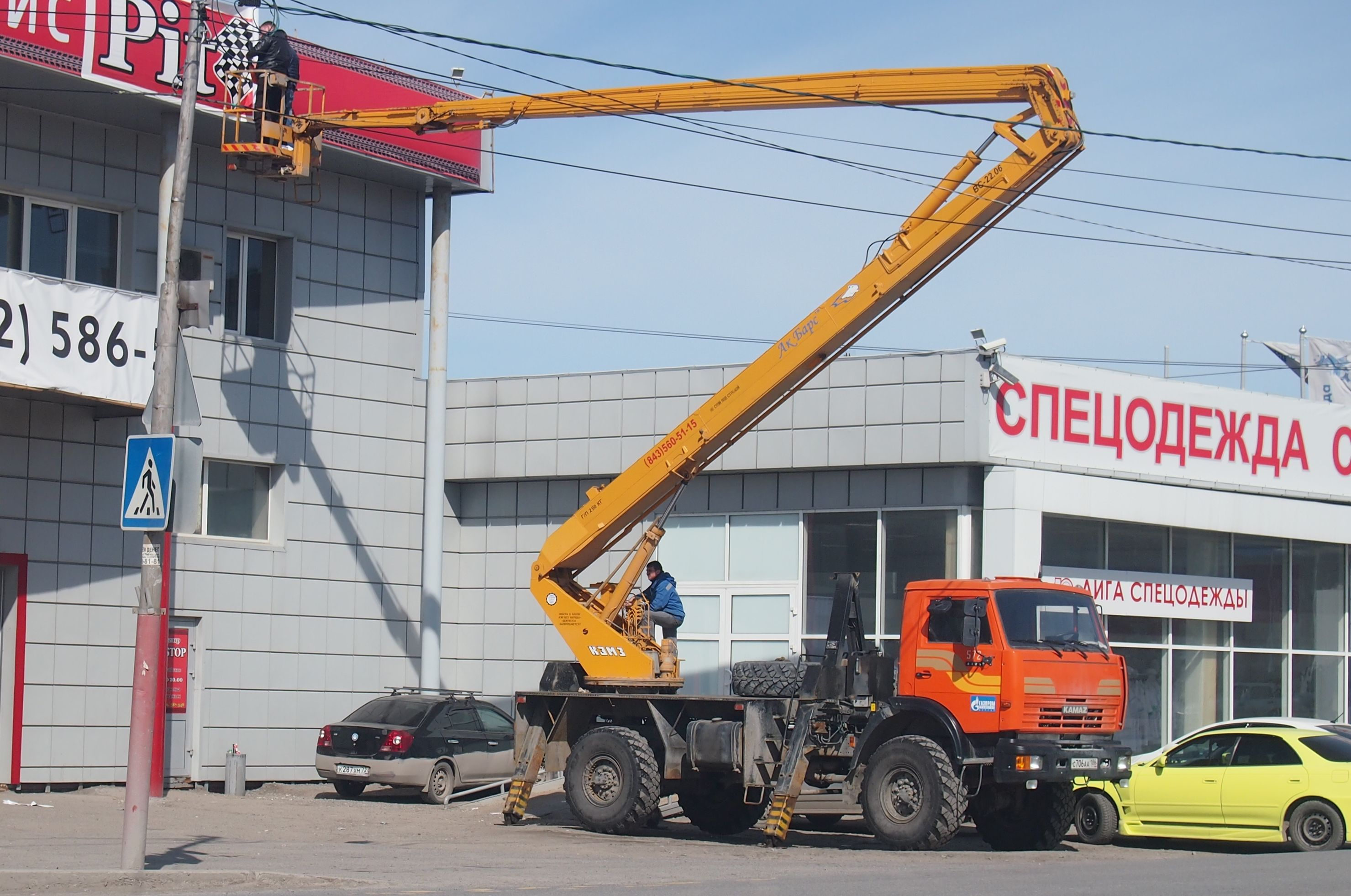
Подъёмник ВС-22.06 на шасси КАМАЗ-4326
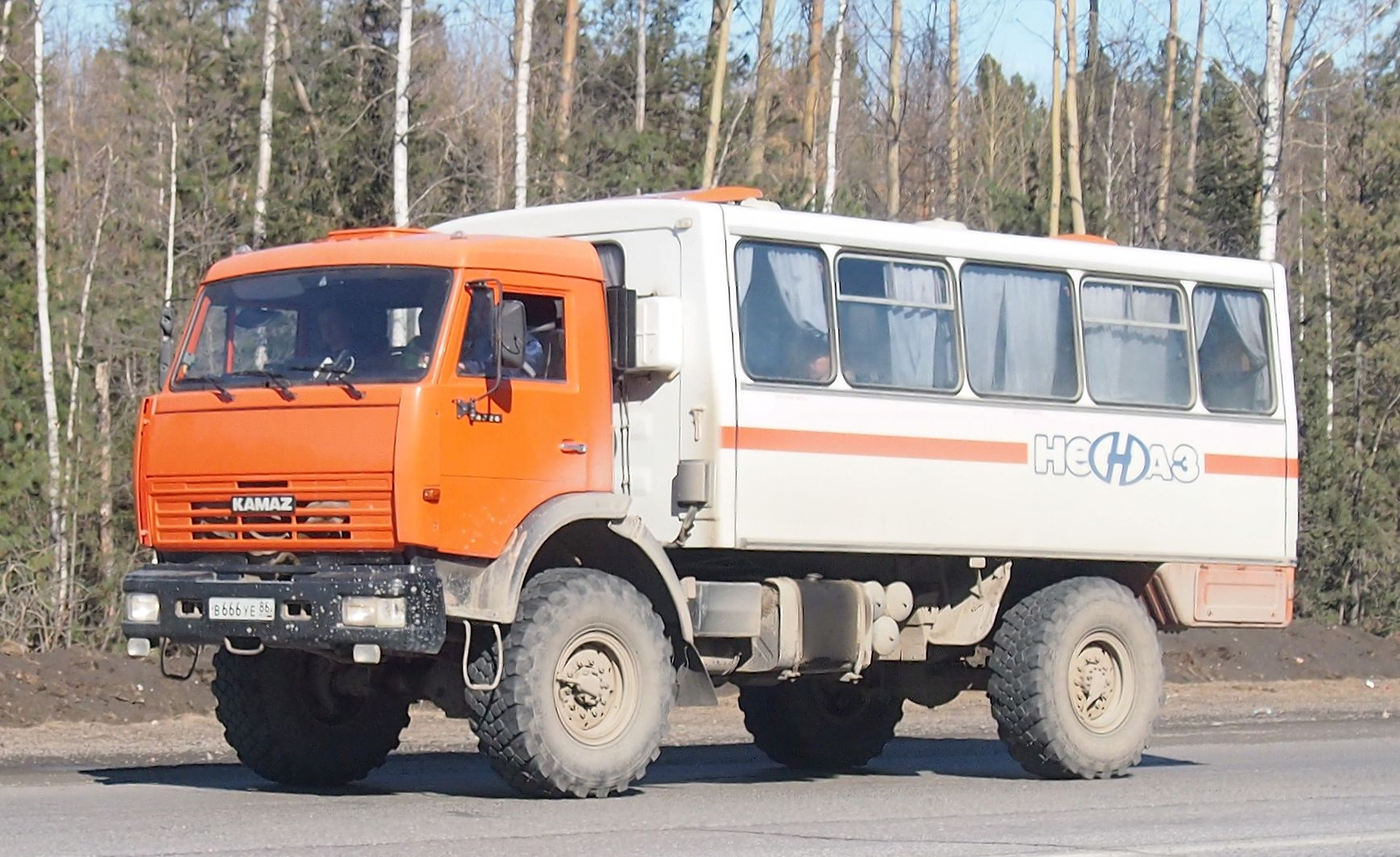
вахта НефАЗ-42111-10-11 на шасси КАМАЗа-4326